# 1981-es Eurovíziós Dalfesztivál
Az 1981-es Eurovíziós Dalfesztivál volt a huszonhatodik Eurovíziós Dalfesztivál, melynek Írország fővárosa, Dublin adott otthont. A helyszín a dublini RDS Simmonscourt Pavilion volt.

## A résztvevők
Ciprus első alkalommal csatlakozott a dalverseny mezőnyéhez. Debütálásuk a sikeresebbek közé tartozik, hiszen a 6. helyen végeztek.
Jugoszlávia  négyéves kihagyás után, az 1976-os Eurovíziós Dalfesztivál óta először vett részt. Egyéves kihagyás után visszatért Izrael is. Marokkó és Olaszország azonban visszalépett, így összesen húsz dal versenyzett.
Másodszor vett részt a versenyen az 1961-es Eurovíziós Dalfesztivál győztese, a luxemburgi Jean-Claude Pascal, a dán Tommy Seebach (1979 után), és az osztrák Marty Brem, aki akárcsak egy évvel korábban, ismét elsőként állt a színpadra. Vele ellentétben az 1978 után visszatérő svéd Björn Skifs ezúttal is utolsóként lépett fel. A svájci Peter, Sue & Marc formációnak ez már a negyedik szereplése volt. (Korábban 1971-ben, 1976-ban és 1979-ben vettek részt.)

## A verseny
Emlékezetes maradt az Egyesült Királyság Making Your Mind Up című dalának előadása. A négytagú együttes tagjai a dal közben táncra perdültek, majd egy ponton a két férfi énekes lerántotta a két női énekes szoknyáját, mely alatt egy rövidebb szoknya volt. Sokak szerint ennek a látványos, "vetkőzős" trükknek köszönhették a győzelmet. Ez később szinte hagyománnyá vált, és majdnem minden évben akad egy-egy versenyző, aki ezzel próbálja meg emlékezetessé tenni produkcióját. Legnagyobb sikerrel a 2002-es Eurovíziós Dalfesztivál győztese, Marie N járt.
Érdekesség, hogy Ausztria 1980 után sorozatban másodszor nyitotta a versenyt, ráadásul a 2. Törökország és a 4. Luxemburg is ugyanazt a sorszámot kapta, mint egy évvel korábban.
A verseny Magyarországon egy hónappal később, május 2-án került képernyőre az MTV 2-n, a kommentátor Sugár András volt.

## A szavazás
A szavazási rendszer megegyezett az 1980-as versenyen bevezetettel. Minden ország a kedvenc 10 dalára szavazott, melyek 1-8, 10 és 12 pontot kaptak. A szóvivők növekvő sorrendben hirdették ki a pontokat.
A szavazás a fellépési sorrendnek megfelelően történt: Ausztria volt az első szavazó, míg Svédország az utolsó. A szavazás során öt ország váltotta egymást az élen. A szavazás elején Franciaország, Németország, majd a házigazda Írország állt az élen. Ezt követően az Egyesült Királyság vette át a vezetést, amelyet Svájc beért, majd meg is előzött. Az utolsó előtti zsűri előtt három ország – az Egyesült Királyság, Németország és Svájc – egyaránt 120 ponttal állt az élen. Végül a brit dal zárt az élen, mindössze négy ponttal megelőzve a németeket. A győztes dal egyedüliként a mezőnyben mindegyik zsűritől kapott pontot, viszont mindössze két zsűritől – izraeli, holland – gyűjtötte be a maximális tizenkettő pontot. A legkevesebb, három pontot, a finn és a norvég zsűritől kapta.
A szavazás során több emlékezetes eset is történt. Mikor Luxemburg 10 pontot adott Írországnak, a pontozótáblán véletlenül 310 pontot adtak hozzá. Majd mikor a műsorvezetőnő, Doireann Ní Bhriain Jugoszláviát hívta, hogy megtudja a jugoszláv pontokat, a telefont felvevő nő válasza – "Nincs nálam." – nagy nevetést váltott ki a közönségből. Pár perccel később már jelentkezett a valódi jugoszláv szóvivő. Mint később kiderült, először rossz telefonszámot kapcsoltak.
Az Egyesült Királyság negyedik győzelmét szerezte. Németország sorozatban másodszor végzett a második helyen, és továbbra is várt első győzelmére, amely végül a következő évben jött el. Norvégia 1978 után ismét nulla ponttal zárta a versenyt.
Érdekesség, hogy a debütáló Ciprus először nem adott 12 pontot Görögországnak.

## Térkép

Részt vevő országok
Országok, melyek korábban részt vettek, de ebben az évben nem

## Eredmények
| #  | Ország             | Nyelv       | Előadó                          | Dal                            | Magyar fordítás      | Helyezés | Pontszám |
| -- | ------------------ | ----------- | ------------------------------- | ------------------------------ | -------------------- | -------- | -------- |
| 01 | Ausztria           | német       | Marty Brem                      | Wenn du da bist                | Amikor itt vagy      | 17.      | 20       |
| 02 | Törökország        | török       | Modern Folk Trio és Ayşegül     | Dönme dolap                    | A körhinta           | 18.      | 9        |
| 03 | Németország        | német       | Lena Valaitis                   | Johnny Blue                    | —                    | 2.       | 132      |
| 04 | Luxemburg          | francia     | Jean-Claude Pascal              | C’est peut-être pas l’Amérique | Ez talán nem Amerika | 11.      | 41       |
| 05 | Izrael             | héber       | Hakol Over Habibi               | Halayla                        | Ma éjjel             | 7.       | 56       |
| 06 | Dánia              | dán         | Debbie Cameron és Tommy Seebach | Krøller eller ej               | Göndör vagy sima haj | 11.      | 41       |
| 07 | Jugoszlávia        | szerbhorvát | Seid Memić                      | Lejla                          | —                    | 15.      | 35       |
| 08 | Finnország         | finn        | Riki Sorsa                      | Reggae OK                      | —                    | 16.      | 27       |
| 09 | Franciaország      | francia     | Jean Gabilou                    | Humanahum                      | —                    | 3.       | 125      |
| 10 | Spanyolország      | spanyol     | Bacchelli                       | Y sólo tú                      | És csak Te           | 14.      | 38       |
| 11 | Hollandia          | holland     | Linda Williams                  | Het is een wonder              | Ez egy csoda         | 9.       | 51       |
| 12 | Írország           | angol       | Sheeba                          | Horoscopes                     | Horoszkópok          | 5.       | 105      |
| 13 | Norvégia           | norvég      | Finn Kalvik                     | Aldri i livet                  | Soha az életben      | 20.      | 0        |
| 14 | Egyesült Királyság | angol       | Bucks Fizz                      | Making Your Mind Up            | Meggondolod magad    | 1.       | 136      |
| 15 | Portugália         | portugál    | Carlos Paião                    | Playback                       | —                    | 18.      | 9        |
| 16 | Belgium            | holland     | Emly Starr                      | Samson                         | Sámson               | 13.      | 40       |
| 17 | Görögország        | görög       | Yiannis Dimitras                | Feggari kalokerino             | Nyári hold           | 8.       | 55       |
| 18 | Ciprus             | görög       | Island                          | Monika                         | —                    | 6.       | 69       |
| 19 | Svájc              | olasz       | Peter, Sue & Marc               | Io senza te                    | Nélküled             | 4.       | 121      |
| 20 | Svédország         | svéd        | Björn Skifs                     | Fångad i en dröm               | Egy álom rabságában  | 10.      | 50       |

## Ponttáblázat
|                    | Zsűrik   | Zsűrik      | Zsűrik      | Zsűrik    | Zsűrik | Zsűrik | Zsűrik      | Zsűrik     | Zsűrik        | Zsűrik        | Zsűrik    | Zsűrik   | Zsűrik   | Zsűrik             | Zsűrik     | Zsűrik  | Zsűrik      | Zsűrik              | Zsűrik | Zsűrik     | Zsűrik |
| Össz               | Ausztria | Törökország | Németország | Luxemburg | Izrael | Dánia  | Jugoszlávia | Finnország | Franciaország | Spanyolország | Hollandia | Írország | Norvégia | Egyesült Királyság | Portugália | Belgium | Görögország | Ciprusi Köztársaság | Svájc  | Svédország |        |
| ------------------ | -------- | ----------- | ----------- | --------- | ------ | ------ | ----------- | ---------- | ------------- | ------------- | --------- | -------- | -------- | ------------------ | ---------- | ------- | ----------- | ------------------- | ------ | ---------- | ------ |
| Ausztria           | 20       |             | 6           |           |        |        | 1           |            |               | 5             | 6         |          |          |                    |            |         |             |                     |        |            | 2      |
| Törökország        | 9        |             |             |           | 1      |        |             | 3          | 5             |               |           |          |          |                    |            |         |             |                     |        |            |        |
| Németország        | 132      | 5           | 12          |           | 3      | 8      | 8           | 2          | 7             | 8             | 12        | 3        | 6        | 4                  | 7          | 12      | 10          | 5                   | 8      |            | 12     |
| Luxemburg          | 41       | 10          |             | 5         |        | 3      |             |            | 4             | 3             | 1         |          |          |                    |            | 4       |             |                     |        | 6          | 5      |
| Izrael             | 56       | 8           |             |           | 4      |        |             |            | 6             |               |           | 7        | 7        | 8                  | 4          | 5       |             |                     |        | 4          | 3      |
| Dánia              | 41       |             | 1           | 1         | 7      |        |             |            |               | 4             | 3         | 2        |          |                    | 5          | 2       | 12          |                     |        |            | 4      |
| Jugoszlávia        | 35       |             | 4           |           |        |        |             |            | 8             |               |           |          | 2        | 1                  |            |         | 5           | 2                   | 3      | 10         |        |
| Finnország         | 27       |             |             |           |        | 2      |             |            |               | 1             | 2         | 5        | 5        |                    |            | 1       |             |                     |        | 5          | 6      |
| Franciaország      | 125      | 12          |             | 12        | 12     | 7      | 2           | 4          | 10            |               |           | 6        | 4        | 5                  | 1          | 10      | 3           | 8                   | 7      | 12         | 10     |
| Spanyolország      | 38       |             | 10          |           |        | 6      |             |            |               |               |           | 4        | 3        | 10                 |            | 3       |             |                     |        | 2          |        |
| Hollandia          | 51       | 3           | 5           | 3         |        | 4      | 7           |            |               | 2             | 7         |          |          |                    | 6          | 7       | 2           | 3                   | 2      |            |        |
| Írország           | 105      | 7           | 3           | 6         | 10     | 10     | 12          | 5          |               | 6             | 5         | 10       |          |                    |            |         | 1           | 10                  | 12     | 1          | 7      |
| Norvégia           | 0        |             |             |           |        |        |             |            |               |               |           |          |          |                    |            |         |             |                     |        |            |        |
| Egyesült Királyság | 136      | 4           | 8           | 4         | 5      | 12     | 10          | 10         | 3             | 7             | 8         | 12       | 10       | 3                  |            | 6       | 8           | 6                   | 4      | 8          | 8      |
| Portugália         | 9        |             |             | 8         |        |        |             |            |               |               |           |          |          |                    |            |         |             | 1                   |        |            |        |
| Belgium            | 40       | 1           | 7           |           |        | 1      | 6           | 8          | 2             |               |           |          |          |                    | 3          |         |             | 7                   | 5      |            |        |
| Görögország        | 55       | 6           |             | 2         | 6      |        |             | 1          |               |               | 10        |          | 1        | 2                  | 8          |         | 6           |                     | 6      | 7          |        |
| Ciprus             | 69       |             |             |           |        | 5      | 3           | 6          |               |               |           | 8        | 8        | 7                  | 10         |         | 7           | 12                  |        | 3          |        |
| Svájc              | 121      | 2           | 2           | 7         | 8      |        | 4           | 12         | 12            | 10            | 4         | 1        | 12       | 12                 | 12         | 8       |             | 4                   | 10     |            | 1      |
| Svédország         | 50       |             |             | 10        | 2      |        | 5           | 7          | 1             | 12            |           |          |          | 6                  | 2          |         | 4           |                     | 1      |            |        |

## 12 pontos országok
| darab | 12 pontot kapó ország        |
| ----- | ---------------------------- |
| 5     | Svájc                        |
| 4     | Franciaország, Németország   |
| 2     | Írország, Egyesült Királyság |
| 1     | Dánia, Ciprus, Svédország    |

## Visszatérő előadók
| Előadó                          | Ország             | Előző év(ek)                 |
| ------------------------------- | ------------------ | ---------------------------- |
| Marty Brem                      | Ausztria           | 1980 (Blue Danube tagjaként) |
| Jean-Claude Pascal              | Luxemburg          | 1961 (győztes)               |
| Tommy Seebach                   | Dánia              | 1979                         |
| Maxi (Sheeba tagja)             | Írország           | 1973                         |
| Cheryl Baker (Bucks Fizz tagja) | Egyesült Királyság | 1978 (Co-Co tagjaként)       |
| Peter, Sue & Marc               | Svájc              | 1971, 1976, 1979             |
| Björn Skifs                     | Svédország         | 1978                         |